# 奧托·雷哈格爾
奧托·雷哈格爾（Otto Rehhagel，1938年8月9日—），是一名德國足球教練，與史貢、 希斯菲特、奇連士文、海因克斯 和 威斯韋拿等名帥亦是德國的著名教頭，是其中一個最成功的領隊。最知名的事蹟是執教希臘國家足球隊的期間，贏得2004年歐洲國家盃，締造「希臘神話」。但2010年因2年前歐洲國家盃衛冕失敗和世界盃糟糕表現而被請辭；雷哈格爾亦是「凱沙羅頓神話」的締造者，他在1997-98球季帶領這支剛升級的球隊拿下德甲冠軍。然而，他至今也保持著德甲最大比分差的敗仗這項非常難堪的紀錄（門興格拉德巴赫12：0多特蒙德，1977-78球季的最後一場比賽，而他毫無意外地在隔天被多特蒙德解雇）。

## 執教球隊榮譽
杜塞尔多夫 Fortuna Düsseldorf
- 德国足协杯冠軍：1979/1980

云达不来梅 Werder Bremen
- 德国足球甲级聯賽冠軍：1987/1988、1992/1993
- 德国足协杯冠軍：1990/1991、1993/1994
- 德国超级杯冠軍：1988、1993、1994
- 欧洲优胜者杯冠軍：1991/1992

凯泽斯劳滕 1. FC Kaiserslautern
- 德国足球乙级聯賽冠軍﹕1996/1997
- 德国足球甲级聯賽冠軍：1997/1998

希腊国家足球队 Greece
- 欧洲足球锦标赛冠軍：2004